# Mauro Poggia
Mauro Poggia, né le 25 avril 1959 à Moutier (originaire de Meyrin), est un avocat genevois et homme politique suisse, membre du Mouvement citoyen genevois (MCG). 
Il est conseiller national à partir de la fin décembre 2011, puis conseiller d'État du canton de Genève de fin décembre 2013 au 31 mai 2023. Il est élu au Conseil des États le 12 novembre 2023.

## Biographie
Originaire de Meyrin, Mauro Poggia naît le 25 avril 1959 à Moutier. Son père, ouvrier d'usine, et sa mère, couturière, issus du Piémont, viennent travailler en Suisse en 1953.
Après avoir renié la nationalité italienne pour devenir citoyen suisse, Mauro Poggia obtient une licence en droit à l'Université de Genève, puis son brevet d'avocat. Il a entre autres plaidé dans le cadre de l'affaire des footballeurs Favre-Chapuisat et dans celle du sang contaminé du laboratoire de la Croix-Rouge.
En juillet 2009, après dix ans de procédure judiciaire qu'il a entamé seul contre sa propre caisse maladie, le Groupe Mutuel, le Tribunal fédéral confirme le principe d'un contrôle d'expert comptable de cette caisse afin de vérifier l'utilisation des primes des assurés.
Il est également connu pour sa défense des assurés des caisses-maladies. Il a été président de l'Association suisse des assurés (ASSUAS) de 1995 à 2003, puis a repris son poste en 2009.
Il est père de trois enfants. L'aîné et le cadet sont issus d'un premier mariage, le benjamin d'un second. En 1996, il se convertit à l'islam pour partager la religion de sa femme,,, de nationalité tunisienne. Il ne mentionne toutefois jamais publiquement sa religion et la garde dans un cadre strictement privé.
Son nom est cité dans les Panama Papers comme ayant droit d'une société offshore,.

## Parcours politique
Redevenu italien pour se lancer en politique, il se présente sans succès au sein de l'Union des démocrates chrétiens et du centre à l'élection d'avril 2008 pour obtenir un siège au Sénat italien à Rome.
Poursuivant en parallèle sa carrière politique suisse, il est dans un premier temps membre du Parti démocrate-chrétien avant de le quitter pour rejoindre le MCG.
Le 11 octobre 2009, il est élu député au Grand Conseil du canton de Genève. Il est également candidat au Conseil d'État le 15 novembre 2009, en tandem avec Éric Stauffer.
Lors des élections fédérales de 2011, il est élu conseiller national. N'ayant pas conclu d'accord avec d'autres partis pour rejoindre un groupe parlementaire, il y siège en tant que non inscrit.

### Conseiller d'État

#### Législature 2013-2018
Le 10 novembre 2013, il est élu au Conseil d'État du canton de Genève, en terminant à la 7e place,. Il se voit confier la responsabilité du nouveau département de l'emploi, des affaires sociales et de la santé.
Il renonce alors à son mandat au Conseil national, où il est remplacé par Roger Golay.
Au mois d'octobre 2016, ses services entament sous son initiative une campagne de régularisation des cas de fraudes aux aides sociales (notamment les absences de déclarations ou celles partielles d'informations fiscales) pour accompagner le durcissement du code pénal suisse en la matière. Les autorités genevoises lancent une vaste campagne d'informations sur ces nouveautés et une période transitoire de 3 mois pour régulariser les situations. Cette démarche repose sur la transparence et ne s'apparente pas à une amnistie. Mauro Poggia dresse le bilan de l'opération en mars 2018. Il indique qu'un peu moins de 2 000 situations ont été régularisées, permettant à l'État de récupérer à terme 24,5 millions de francs. La plupart des cas constatés concernaient les subsides à l'assurance maladie et peu de dossiers ont été transmis au pouvoir judiciaire (environ 40).

#### Législature 2018-2023
Il est réélu au Conseil d'État au second tour le 6 mai 2018 (2de position). Il conserve son département mais doit laisser le volet social de son action à son collègue socialiste Thierry Apothéloz.
Il est président du Conseil d'État pour la période du 1er juin 2022 au 31 mai 2023.

### Conseiller aux États
Après être redevenu député au Grand Conseil genevois le 31 mai 2023, il est élu en première position au Conseil des États au deuxième tour des élections fédérales de 2023, bénéficiant d'une alliance de l'ensemble de la droite pour prendre la place de la Verte non réélue Lisa Mazzone. Il démissionne de son mandat au Grand Conseil le 24 novembre 2023.
Lors de la campagne, il s'engage à ne pas rejoindre le groupe parlementaire de l'UDC au Parlement. Toutefois, comme les élus MCG au Conseil national déclarent y adhérer, il serait, selon les Services du Parlement, tenu de le rejoindre aussi, ce qui provoque une controverse. Le mardi 5 décembre 2023, le groupe UDC annonce finalement qu'il rejoint son groupe parlementaire, ce qui lui permet de siéger au sein de la Commission de la politique de sécurité (CPS), de la Commission de la science, de l'éducation et de la culture (CSEC) et de la Commission des affaires juridiques (CAJ).  

## Autre fonction
Il est nommé en août 2023 au conseil d'administration de l'Hôpital du Valais pour le 1er janvier 2024.